# Линда Кристал
Линда Кристал (англ. Linda Cristal, наст. имя Марта Виктория Мойя Пегго Бурже (англ. Marta Victoria Moya Peggo Burgés), 23 февраля 1931, Буэнос-Айрес, Аргентина — 27 июня 2020) — аргентинская актриса, лауреат премии «Золотой глобус» (1970) и номинант на эту премию (1971).
Кристал добилась наибольшего успеха в 1960-х годах, благодаря ролям в фильмах «Форт Аламо» (1960) и «Два всадника» (1961). На более позднем этапе карьеры она снялась в нескольких аргентинских фильмах. На телевидении снялась в мыльной опере «Главный госпиталь», а после добилась более широкой известности в главных ролей в сериале «Отель и гостиница» (1967—1971), которая принесла ей премию «Золотой глобус за лучшую женскую роль в телевизионном сериале — драма» в 1970 году, а также две номинации на «Эмми».
В 1977 году была членом жюри конкурса «Мисс Вселенная».